# ЛиАЗ-6274
ЛиАЗ-6274 (с 2023 года используется название «e-Citymax 12») — российский городской низкопольный электробус большого класса производства Ликинского автобусного завода. Первый полностью низкопольный электробус российского производства, разработанный на базе модели низкопольного автобуса ЛиАЗ-5292.

## История
Электробус ЛиАЗ-6274 является совместной разработкой Ликинского автобусного завода, ООО «Мобэл» и компании «Лиотех». Презентация состоялась на выставке «Busworld Russia» в июне 2012 года. Тестовая эксплуатация первого электробуса ЛиАЗ-6274 проходила в городе Москве с весны 2015 года. Осенью 2016 года на выставке «ЭкспоСитиТранс» Группа ГАЗ представила новый электробус ЛиАЗ-6274 на базе обновлённой модели автобуса. В 2017 году в Москве проходила тестовая обкатка нового электробуса, продолжавшаяся полгода.
«Группа ГАЗ» и «КАМАЗ» приняли участие в конкурсе на поставку электробусов для Москвы в 2018 году, для этого события был разработан концептуальный электробус. Тем не менее, согласно техзаданию «Мосгортранса» и условиям контракта на поставку электробусов для города Москвы, дизайн электрических автобусов от «КАМАЗа» и «ЛиАЗа» был унифицирован. Серийные образцы новых электробусов были представлены на выставке «Busworld» осенью 2018 года.

## Модификации
Опытные экземпляры электробуса выпущены в разновидности с ONC-зарядкой (ночная медленная зарядка в парке). Серийная модель выпускается в разновидности с OC-зарядкой (ультрабыстрая зарядка от зарядной станции).

### ЛиАЗ-6274.00 (ONC)

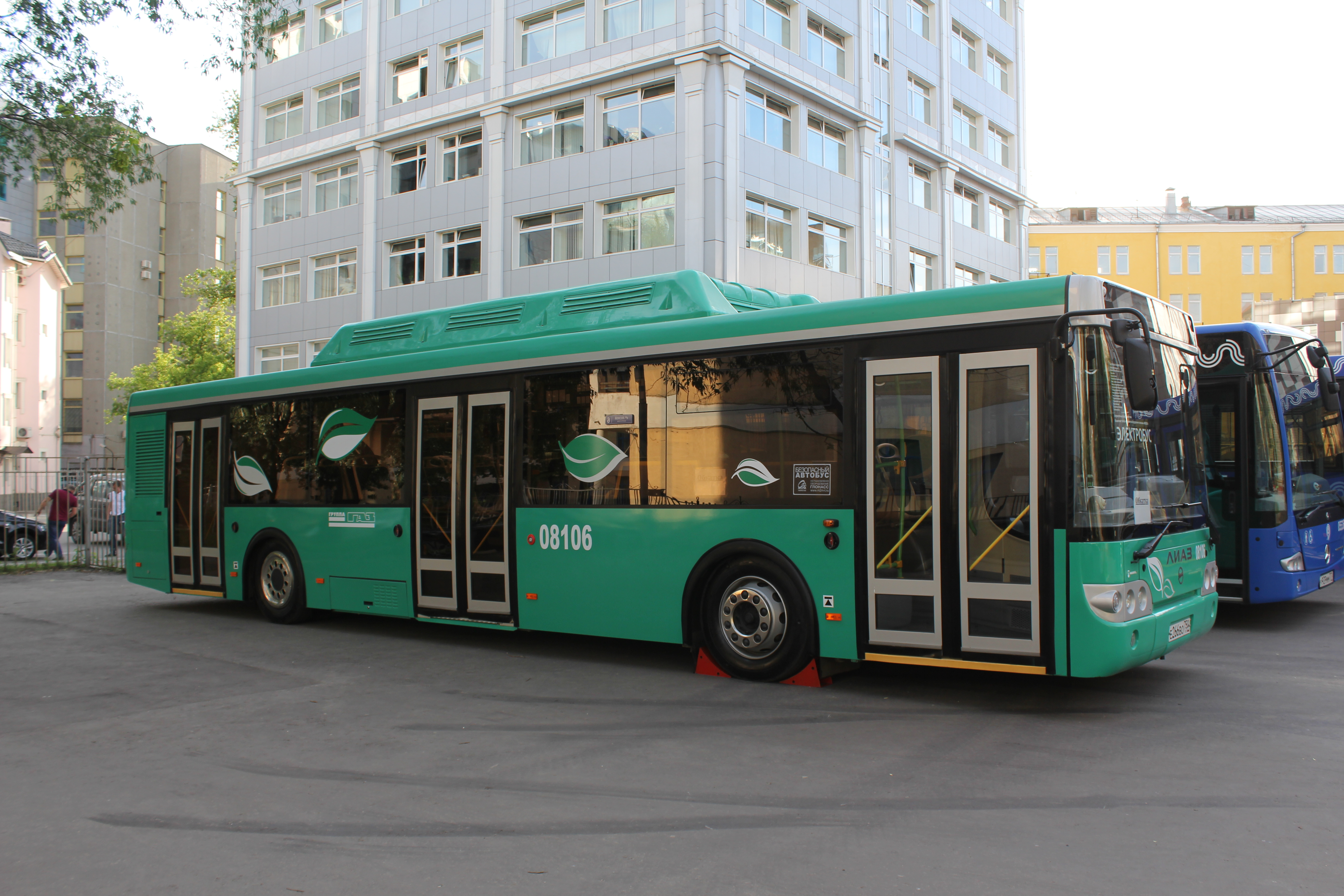
Опытный ЛиАЗ-6274 образца 2012 года в Москве

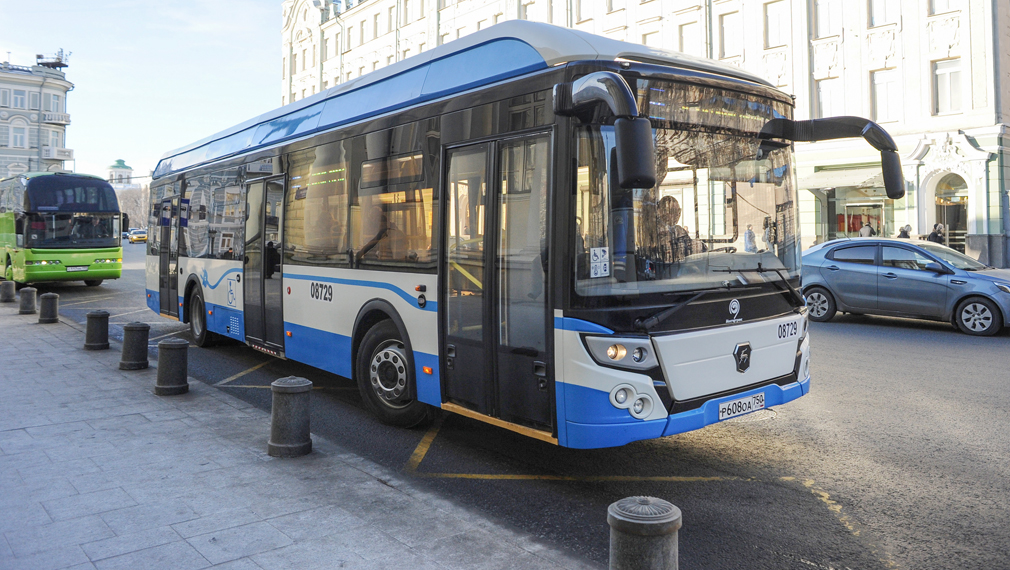
Опытный ЛиАЗ-6274 образца 2016 года в Москве

Построен на базе автобуса модификации ЛиАЗ-5292.22 в июне 2012 года. Оснащён литий-ионными батареями производства компании «Лиотех». Расчётный максимальный запас хода составляет 200 км. Данный электробус был передан ФАТПу на испытания, и ему был присвоен номер 08106. Электробус очень быстро вышел из строя, испытания электробуса с пассажирами так и не состоялись и электробус вернулся на завод. Неудачные испытания модели поставили под вопрос запуск электробусов ЛиАЗ-6274 в серийное производство.
Второй экземпляр был создан в базе опытного экземпляра автобуса модификации ЛиАЗ-5292.30. Усовершенствованный вариант первой модели электробуса с литий-титанатными батареями по всей плоскости крыши. Испытывался в филиале Центральный ГУП «Мосгортранс» с декабря 2016 по октябрь 2017 года. Данный экземпляр электробуса успешно прошёл двойные испытания как при двухмесячной обкатке, так и с пассажирами на маршруте № м2, и затем вернулся на завод. После уже третий по счету экземпляр отправился на постоянную работу в Тюмень, однако в конце 2018 года были выявлены проблемы с аккумулятором и он был возвращён на завод. В марте 2019 года вернулся в Тюмень с обновлённой оптикой (аналогичной серийной модели электробуса в OC-исполнении) и обновлёнными створками дверей с кнопками.
Серийное производство электробусов на базе автобуса ЛиАЗ-5292.22 должно было начаться в декабре 2017 года, однако от этих планов завод позднее отказался.

### ЛиАЗ-6274.00 (OC)

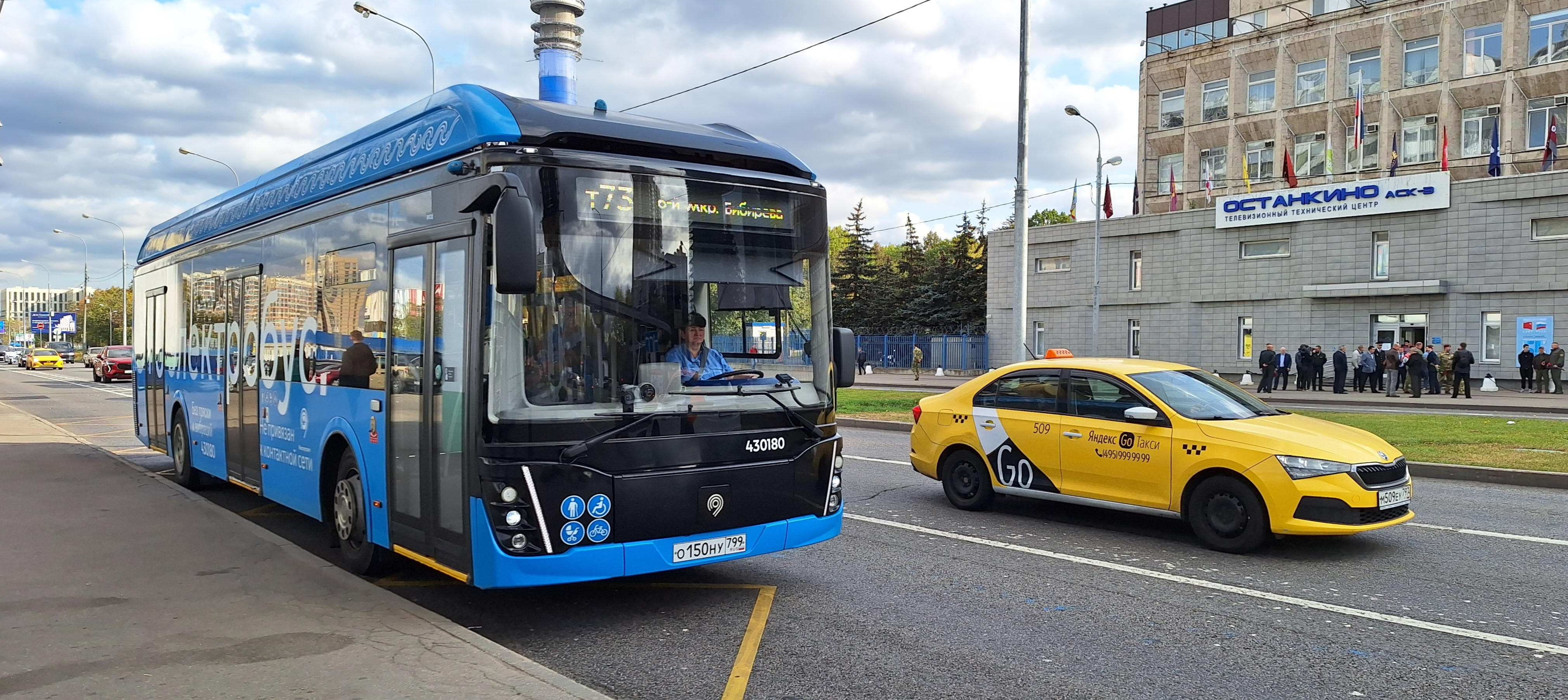
Серийный ЛиАЗ-6274 образца 2018 года в Москве

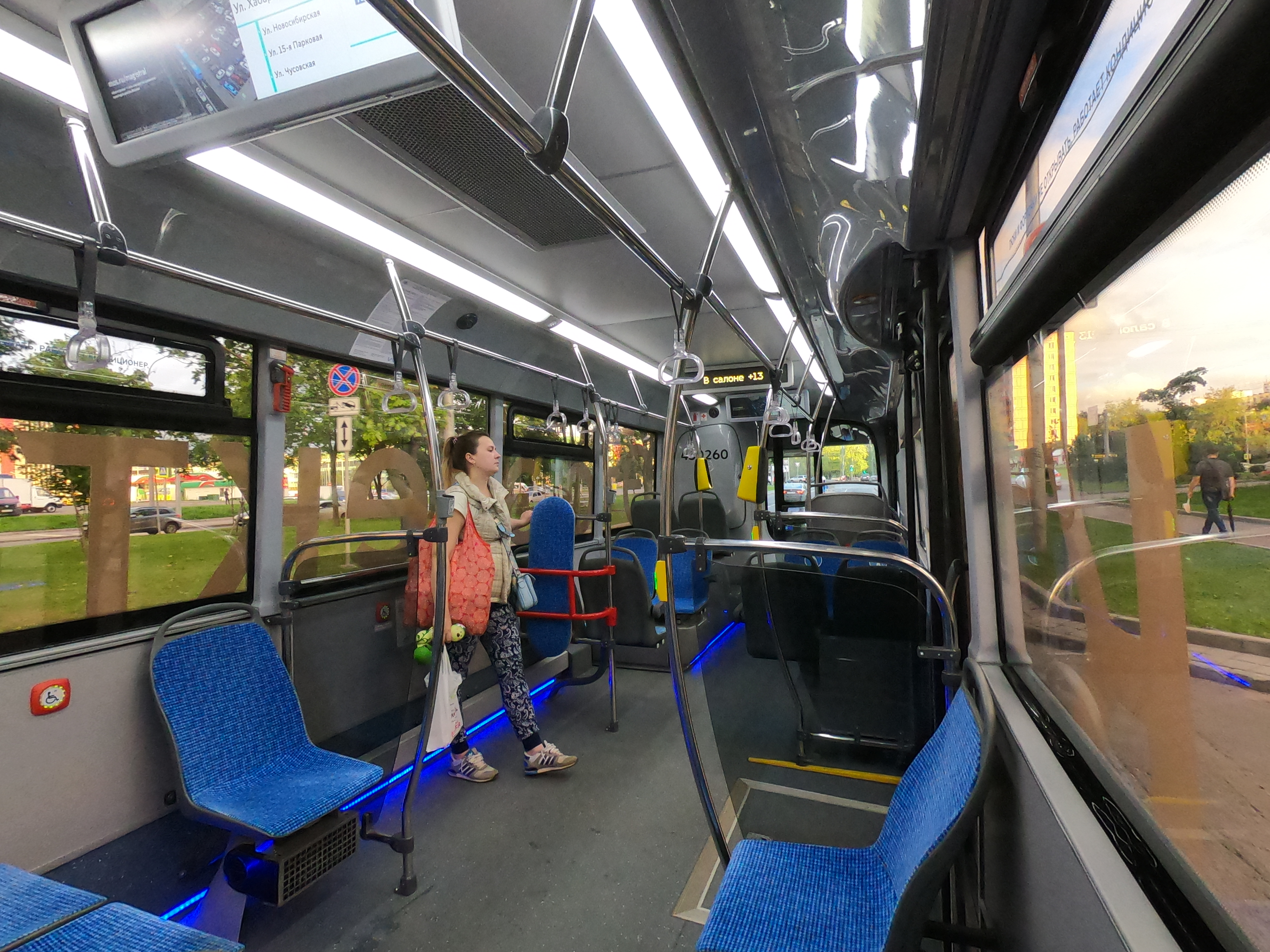
Салон серийного ЛиАЗ-6274 образца 2018 года

В феврале 2018 года построен второй экземпляр на базе автобуса рестайлинговой модификации ЛиАЗ-5292.65-77. Отличается установкой зарядки ультрабыстрого типа и меньшим количеством размещаемых на крыше батарей. Первоначальный опытный экземпляр использовал тот же метод зарядки, что и электробус в ONC-исполнении (зарядка пистолетного типа). За счет удаления шахты двигателя, а также размещения полноценного заднего окна и дополнительных сидячих мест электробус получил горб на крыше, в который переместилось прочее электрооборудование. Данный вариант электробуса успешно прошел тендер, однако в ходе опытной эксплуатации без пассажиров на 73 маршруте первый вариант электробуса с пистолетной зарядкой провалил испытания. В сентябре 2018 года электробус вернулся на завод, а в ноябре того же года прошел модернизацию в электробус с динамической подзарядкой.
В сентябре 2018 года начат серийный выпуск электробуса с зарядкой от полупантографа. До конца 2018 года планировалась поставка 100 электробусов в филиалы Северо-Восточный и Центральный ГУП «Мосгортранс» для замены подвижного состава на некоторых троллейбусных и автобусных маршрутов, определённых в конкурсе. По состоянию на апреля 2019 года, поставка электробусов с ультрабыстрой зарядкой осуществлялась с нарушением запланированных сроков, но за три месяца завод нарастил обороты производства. Всего в Москву поставлено 100 электробусов в данном исполнении. В 2020 году в связи с выигрышем тендера Группы компаний ГАЗ, на заводе изготовлено еще 100 электробусов ЛиАЗ-6274, они по плану все должны были поставлены в течение 2020 года на основную (Давыдовскую) площадку Филиала Центральный ГУП «Мосгортранс», но в итоге все они были поставлены в Филиал Северо-Восточный, а Филиалу Центральный достались ряд электробусов КамАЗ-6282, переданных из Филиала Северо-Восточный, а также более новые электробусы КамАЗ-6282.

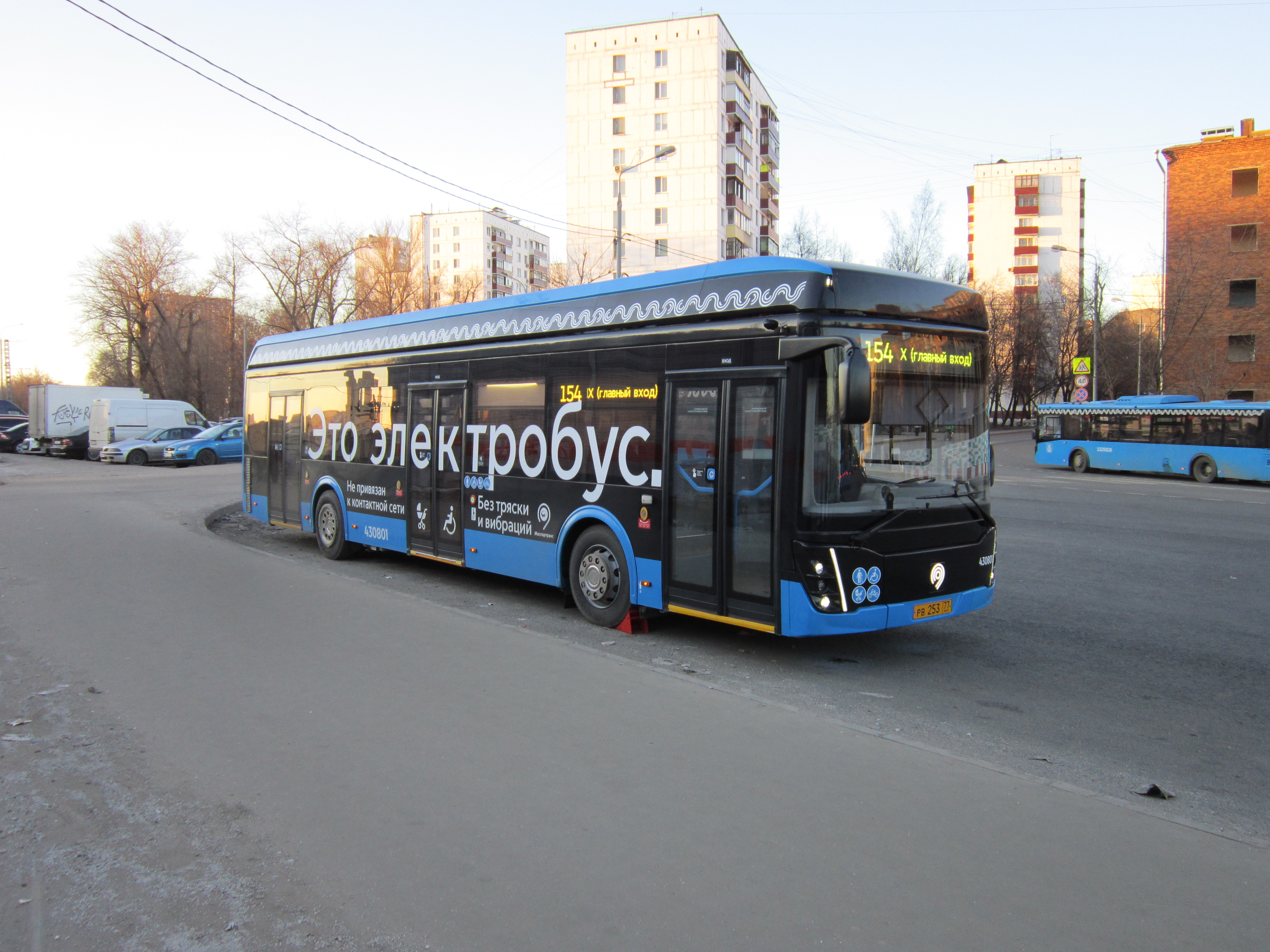
Серийный ЛиАЗ-6274 «e-Citymax 12» образца 2023 года в Москве

В 2023 году Ликинский автобусный завод представил новую модификацию электробуса, получившую официальное название «e-Citymax 12». От электробусов предыдущих поставок новая модификация отличается оборудованием, формой крыши, а также расположением заднего маршрутоуказателя: как у электробусов КамАЗ-6282, задний маршрутоуказатель перемещён выше. Первыми получателями электробусов нового поколения стали Нижний Новгород, Ярославль и Красноярск. В 2023 году Москва заказала 200 электробусов.
ЛиАЗы-6274 «e-Citymax-12» дошли и до южного и северного Бутово. Работают на маршрутах: с1, с916, с953, 94, 165, 213, 293, 895, н8. В дальнейшем продолжится обновление автобусов на электробусы.
В 2024 году в Химках на маршруте №3 проходил испытания опытный экземпляр электробуса с использованием «троллейбусной технологии» — тяговым электродвигателем и автобусным мостом Hande Axle. Батареи были размещены в вертикальной шахте сзади, подобной автобусной.

### ЛиАЗ-6274.20 «e-Citymax 18»
Сочленённый электробус на базе ЛиАЗ-6274.00. Построен в 2020 году. Проходил тестовую эксплуатацию с июня 2022 года в филиале «Северо-Восточный» ГУП «Мосгортранс» под № 430330.

## Технические характеристики
| Параметр                                                                                       | Значение                                                                               |
| ---------------------------------------------------------------------------------------------- | -------------------------------------------------------------------------------------- |
| Колёсная формула                                                                               | 4х2                                                                                    |
| Кузов                                                                                          | несущий, вагонной компоновки                                                           |
| Количество дверей                                                                              | 3                                                                                      |
| Ширина дверей, мм                                                                              | 2х 1325 + 1х 1225                                                                      |
| Ресурс кузова, лет                                                                             | 10-12                                                                                  |
| Радиус разворота, м                                                                            | 11,5                                                                                   |
| Максимальная скорость, км/ч                                                                    | 80                                                                                     |
| Расход электроэнергии, кВт*ч                                                                   | 23/100 км                                                                              |
| Тормозная система                                                                              | пневматическая, двухконтурная, с ABS                                                   |
| Высота потолка в салоне                                                                        | 2200…2280                                                                              |
| Вентиляция                                                                                     | естественная через форточки; принудительная, система кондиционирования воздуха (опции) |
| Система отопления                                                                              | радиаторного типа                                                                      |
| Задний мост                                                                                    | портальный                                                                             |
| Максимальная конструктивная скорость движения электробуса на горизонтальном участке (км в час) | 80                                                                                     |
| Максимальный запас хода электробуса на накопителях без подзарядки (км)                         | 80                                                                                     |
| Максимальный преодолеваемый подъём электробуса,%                                               | 12                                                                                     |
| Расход электроэнергии на тягу при условной расчетной скорости 23 км/ч, на 100 км, кВт*ч        | 25                                                                                     |
| Время полного заряда (от бортового зарядного устройства, часов)                                | 6,5                                                                                    |
| Время полного заряда (от ультрабыстрой зарядной станции, минут)                                | 15                                                                                     |

Дополнительные данные:
| Узел (агрегат)                     | Краткие характеристики |
| ---------------------------------- | --- |
| Двигатели электропортального моста | трехфазные, асинхронные, 2 по 75 кВт |
| Тяговый инвертор                   | трехфазный полумостовой IGBT-преобразователь с функцией рекуперации (при электродинамическом торможении позволяет вернуть в аккумулятор до 30 % энергии, потраченной на разгоне) |
| Накопители энергии                 | литий-титанатные аккумуляторы «Microvast» |
| Зарядное устройство                | трехфазное 380 В, 10 кВт |
| Тормозная система                  | комбинированная система электродинамического торможения c тяговым двигателем и пневматический привод с разделением на контуры по осям                                            |
| Привод насоса гидроусилителя       | электрический трехфазный 380 В |
| Главный выключатель (АВДУ)         | двухполюсный, дистанционный, с дополнительным входом управления от внешних датчиков в случае возникновения аварийных ситуаций                                                    |
| Прибор контроля изоляции           | отображает актуальное сопротивление изоляции. Предусмотрен режим самодиагностики прибора                                                                                         |
| Система отопления                  | жидкостная, с дизельным подогревателем и электрическая вспомогательная |